# Liviu Maior
Liviu Maior (n. 2 octombrie 1940, Beclean, România) este un istoric român, ministru al învățământului între 1992-1996, senator PSD în legislatura 1996-2000 și 2000-2004, ambasador al României în Canada din 2002, tatăl lui George Maior. Liviu Maior a demisionat din Senat la data de 24 martie 2003 și a fost înlocuit de senatorul Teodor Maghiar. În cadrul activității sale parlamentare în legislatura1996-2000, Liviu Maior a fost membru în grupurile parlamentare de prietenie cu Regatul Unit al Marii Britanii și Irlandei de Nord, UNESCO și Japonia. În legislatura 2000-2004, Liviu Maior a fost membru în grupurile parlamentare de prietenie cu Republica Coreea și Regatul Unit al Marii Britanii și Irlandei de Nord. În legislatura 2000-2004, Liviu Maior a inițiat 5 propuneri legislative din care 4 au fost promulgate legi. Liviu Maior este profesor universitar.

## Distincții
- 1993: Premiul Academiei Române pentru lucrarea "Alexandru Vaida-Voevod între Belvedere și Versailles"

## Lucrări
- Românii în armata habsburgică. Soldați și ofițeri uitați, Ed. Academiei, București 2004.